# تنغيم (لغويات)

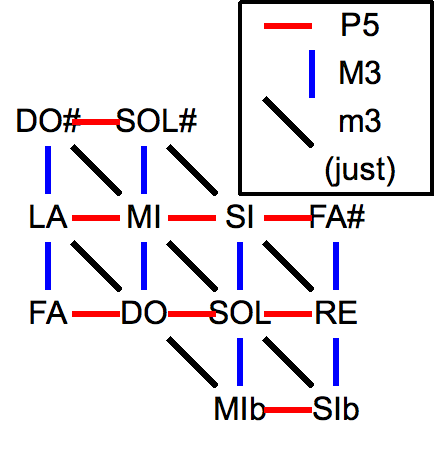

التنغيم هو التتابع المطرد لدرجات صوتية متخالفة، أي أنه التغيرات التي تحدث في درجة نغمة الصوت في الكلام أو الحديث المتواصل، يحدث هذا الاختلاف في النغمة بسبب لتذبذب الأوتار الصوتية.